# Vincenzo Serrentino
Vincenzo Serrentino (Rosolini, 19 settembre 1897 – Sebenico, 15 maggio 1947) è stato un prefetto italiano capo della Provincia di Zara fra la fine del 1943 e il mese di ottobre del 1944. Già membro del Tribunale Straordinario della Dalmazia, venne arrestato a Trieste durante i quaranta giorni di occupazione jugoslava (maggio-giugno 1945) e giustiziato (tramite fucilazione) per crimini di guerra dalle autorità jugoslave a Sebenico il 15 maggio 1947.

## Biografia
Vincenzo Serrentino nacque a Rosolini, in provincia di Siracusa, il 19 settembre 1897. Frequentò l'Accademia militare di Modena, diventando sottotenente di fanteria nel 1916. Secondo il suo stesso racconto, egli partecipò alla prima guerra mondiale dal 1916 al 1918, combattendo all'inizio nei reparti italiani impegnati nel fronte francese venendo decorato con la Croix de guerre. Successivamente venne trasferito sul fronte italiano, dove si occupò in particolare dell'addestramento delle truppe serbe. Per questa sua attività venne in seguito decorato dal Regno dei Serbi, Croati e Sloveni con l'Ordine di San Sava. Il 19 novembre 1918 sbarcò in Dalmazia, occupata militarmente dalle truppe italiane in vista dell'annessione prevista dal Patto di Londra. Qui operò fino ad aprile 1919 nelle zone di Muć, Dernis e Sebenico, spostandosi in seguito a Zara per ordine del viceammiraglio Enrico Millo, Governatore della Dalmazia, dove svolse il compito di capo ufficio passaporti.
Qui rimase fino al congedo (1921), sposandosi con una ragazza di Zara dalla quale ebbe tre figli e lavorando come sindacalista della neo-costituita Provincia di Zara. All'inizio degli anni venti fu tra i principali dirigenti del Fascio di combattimento di Zara. Nel 1939 assunse il comando della difesa contraerea di Zara. Nel 1940 venne promosso al grado di primo seniore della Milizia Volontaria per la Sicurezza Nazionale.
Dopo l'occupazione della Jugoslavia da parte delle truppe dell'Asse nell'aprile 1941, fece parte del Tribunale Straordinario della Dalmazia, istituito da Giuseppe Bastianini all'interno del Governatorato della Dalmazia per combattere il movimento partigiano jugoslavo. In tredici giorni il tribunale comminò ai 96 processati 48 condanne a morte di cui 35 immediatamente eseguite e 37 condanne a pene detentive a seguito di quattro processi lampo senza alcuna garanzia per le difese.
Il nome di Serrentino figura nell'elenco CROWCASS (Central Registry of War Criminals and Security Suspects) (1947), compilato dagli Alleati anglo-americani, delle persone ricercate dalla Jugoslavia per crimini di guerra.

## Prefetto di Zara
Vincenzo Serrentino fu Prefetto di Zara lungo tutto il periodo di occupazione militare tedesca, dal novembre 1943 fino all'arrivo dei partigiani titini nell'ottobre 1944. Riuscì ad essere la massima autorità di Zara al posto di un ustascia croato. Nel giorno del suo insediamento vi fu il primo degli oltre cinquanta bombardamenti alleati di Zara che causarono un numero di morti variabile secondo le fonti fra 1.000 e 2.000.

Veduta di Zara bombardata

In un rapporto del 20 dicembre 1943, il Prefetto Serrentino segnalò che il 40 per cento delle costruzioni nel comune di Zara era ridotto in macerie, e il 90 per cento delle restanti non era più abitabile. Secondo Serrentino a Zara erano stati colpiti la Banca Dalmata di Sconto, la canonica della Chiesa ortodossa di Sant'Elia, il Seminario diocesano, l'edificio dell'Amministrazione provinciale, l'Asilo delle Orfanelle, il Palazzo delle Poste, il Ginnasio-Liceo, quasi tutte le case del Viale Tommaseo, della Piazza delle Erbe, della Calle dei Papuzzeri, della Calle Larga, della Calle Gabriele d'Annunzio, della Calle San Rocco, della zona di Porta Catena. Erano distrutti - oltre a centinaia di abitazioni civili - il Teatro Verdi, il Cinema Nazionale, l'Istituto Magistrale, le case lungo Calle Canova, il Monastero e la Chiesa di Santa Maria, il Santuario della Madonna della Salute, il Battistero del Duomo.
Il 31 dicembre successivo Serrentino scrisse al Prefetto di Trieste Bruno Coceani:
Quasi tutti gli Zaratini sfollarono. Serrentino ed il suo vice, Giacomo Vuxani (un Arbëreshë proveniente da Borgo Erizzo), rimasero per aiutare la popolazione, cercando di distribuire quel poco che arrivava da Pola e da Trieste.
Il 28 ottobre 1944, il Prefetto Coceani da Trieste ritrasmise a Zara il telegramma con cui il Ministero dell'interno di Salò ordinava al Capo della Provincia Serrentino l'abbandono della città.
Vuxani fu catturato dall'Esercito di liberazione jugoslavo a fine ottobre 1944, mentre Serrentino riuscì ad arrivare a Fiume con una torpediniera tedesca e successivamente a raggiungere Trieste con un gruppo di militari tedeschi in ritirata.

## L'arresto e la condanna a morte
In una lettera datata 11 settembre 1946 Alcide De Gasperi comunicava all'Ammiraglio Ellery Stone che un'apposita commissione d'inchiesta italiana aveva individuato quaranta fra civili e militari italiani passibili di essere posti sotto accusa presso la giustizia penale militare, in quanto nella loro condotta erano “venuti meno ai principi del diritto internazionale di guerra e ai doveri dell'umanità". Il 23 ottobre 1946 viene emesso un primo comunicato che indicava fra gli inquisiti anche tutte le persone coinvolte col Tribunale Straordinario della Dalmazia: Giuseppe Bastianini, Gherardo Magaldi, Pietro Caruso e il tenente colonnello Vincenzo Serrentino, del quale fino a quel momento s'ignorava la sorte.
Serrentino era stato già catturato dagli jugoslavi a Trieste a maggio del 1945. Processato come criminale di guerra, fu condannato a morte. La condanna di Serrentino venne emessa da un Tribunale del Popolo jugoslavo. L'accusa fu quella di aver contribuito alla condanna a morte in alcuni processi di 43 partigiani jugoslavi. La sua esecuzione avvenne il 15 maggio 1947 a Sebenico, dopo vari indugi da parte delle autorità jugoslave.
Il cadavere di Serrentino risulta ancora sepolto in un campo anonimo a Sebenico, senza esser mai stato individuato e recuperato.
Serrentino lasciò queste ultime parole:
La condanna a morte di Serrentino rimane controversa, anche per le modalità particolari in cui si svolsero i fatti: Serrentino fu arrestato dalle autorità jugoslave a Trieste e trasferito in Dalmazia, dove se ne persero le tracce. Il 21 ottobre del 1945 il giornale Slobodna Dalmacija (foglio di informazioni partigiano, divenne in seguito il quotidiano di Spalato) pubblicò un articolo nel quale si parlava della detenzione di Serrentino nelle carceri di Sebenico. Più di un anno dopo il suo arresto, la Jugoslavia inserì però il suo nome in un elenco di presunti criminali di guerra italiani dei quali si chiedeva l'estradizione. Il processo si svolse senza che le autorità italiane o la famiglia di Serrentino venissero avvisate, così come non si seppe dell'avvenuta esecuzione della condanna.,

## Onorificenze
Il 10 febbraio 2007 (Giorno del ricordo), nel corso della consegna delle medaglie ai parenti degli infoibati al Quirinale, il presidente Napolitano ha concesso il riconoscimento anche ai familiari di Vincenzo Serrentino con la seguente motivazione
Recatosi a Trieste per continuare ad espletare la sua attività istituzionale di Capo della provincia, venne ivi arrestato il 5 maggio 1945 dai partigiani titini. Fu poi deportato ed imprigionato in varie carceri della Croazia. Fu condannato a morte per fucilazione a Sebenico (Dalmazia) il 15 maggio 1947.
La concessione del riconoscimento ha creato diverse polemiche, data la sua attività di repressione del movimento partigiano jugoslavo.
Nel quarantesimo anniversario della morte (1987) a Serrentino è stata dedicata una via nel suo paese natale in Sicilia.